# Zăuan-Băi, Sălaj
Zăuan-Băi (în slovacă Zavanské Kúpele, în maghiară Zoványfürdő) este un sat în comuna Ip din județul Sălaj, Transilvania, România.

## Geografie

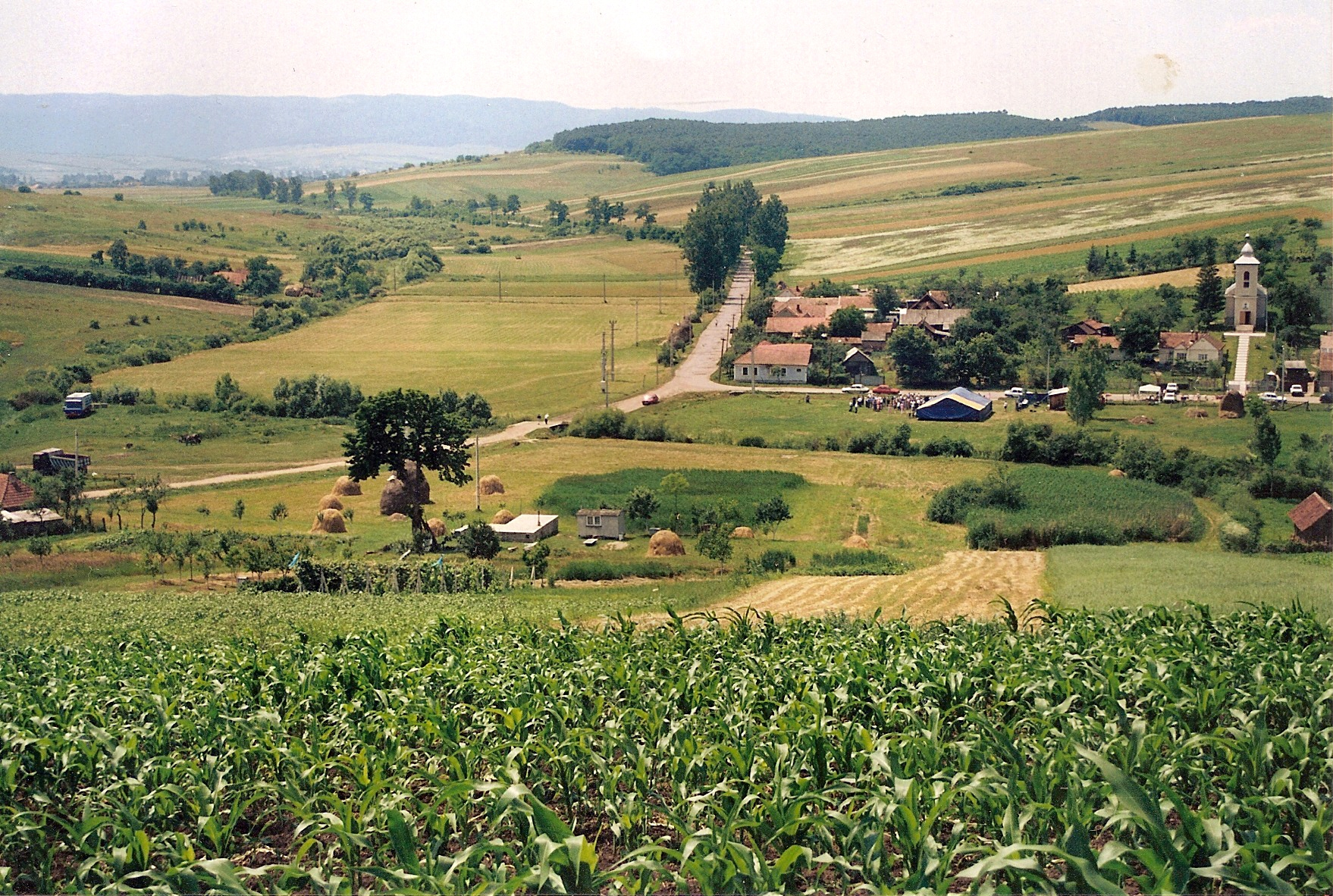
Zăuan-Băi / Zavanske Kupele

Zăuan-Băi este un sătuc mic locuit de români și slovaci. Se învecinează la est cu Cehiu Vale, partea vestică a orașului Șimleu Silvaniei, la nord-est cu satul Criștelec, la nord cu localitatea Carastelec, la nord-vest cu comuna Camăr, la vest cu comuna Ip, iar la sud cu Zăuan. Zăuan-Băi și Zăuan sunt despărțite de un deal, care în partea sudică este cultivat cu vii și livezi, iar în partea nordică este populat de păduri.

## Etimologie
Denumirea provine de la localitatea Zăuan. Locuitorii Zăuanului au folosit această denumire din vremea când au devenit propritarii acestor domenii, adică de la anul 1249, de când s-a înființat satul Zăuan. Ei au fost și primii proprietari de terenuri împădurite aflate peste dealul din partea nordică a localității dar și a izvoarelor cu apa sulfuroasă aflate pe aceste terenuri. În anul 1913 s-au întocmit primele acte notariale pe acele terenuri din zona izvoarelor și atunci s-a folosit pentru prima dată în denumirea locului „băi”, astfel s-a ajuns la denumirea de Zăuan-Băi. În același an s-au construit și primele băi, foarte simple, pentru tratarea bolilor reumatice. A fost construită o clădire cu nouă camere. Pentru încălzirea apei se foloseau lemne din pădurea Garda, patronată de marii baroni Banffy și Battanyi.

## Istorie
La sfârșitul primului război mondial, în 1918, băile au fost cumpărate de mai mulți proprietari, maghiari și slovaci. Ele au devenit din ce în ce mai mult căutate și apreciate nu numai pentru boli reumatice dar și pentru boli femeiești. În vremea aceea apa sulfuroasă din Zăuan-Băi era mai apreciată pentru boli de femei decât cea din Sovata. De aceea locul a fost modernizat cu un parc și un han cu terasă. Printre noii proprietari ai băilor a fost și slovacul Trojak Jan, bătrân, care a fost și primul locuitor slovac venit în Băi. Tot atunci, spre sfârșitul primului război au venit în Băi și trei familii de maghiari Markuș, Szabo și Feher. Trojak cu Markuș au patronat băile până la sfârșitul celui de-al doilea război mondial. După război s-au naționalizat multe averi și a început distrugerea investițiilor din Zăuan-Băi. Băile s-au degradat și construcțiile alăturate s-au năruit.
După revoluția din 1989, denumirea satului a devenit Zăuan-Băi (în slovacă ”Zavanske Kupele”), chiar dacă băile nu mai funcționează de peste 60 de ani.